# Ярость дракона
«Я́рость драко́на» — кинофильм.

## Сюжет
Действие фильма происходит в будущем в XXI веке. Произошло очень сильное землетрясение, на Земле наступил настоящий хаос, люди погибают от страшного вируса. В живых остаётся всего лишь горстка людей. Оставшимися в живых управляет глава Медицинской Ассоциации Вестор. Помогают управлять ему Воины-драконы.
У одного из драконов Мэйсона по приказу Медицинской Ассоциации были убиты жена и ребёнок. Он хочет противодействовать Ассоциации и путешествует на машине времени. В итоге он добывает противоядие от смертельного вируса. теперь он должен вернуться в своё время, в погоню эе за ним ассоциация послала двух из лучших драконов, которые владеют всеми видами боевых искусств.

## В ролях
- Ричард Линч — Вестор
- Роберт Чэпин — Мэйсон
- Джей Сторм — Фаллок
- Чона Джейсон — Регина
- Рик Тэйн — Дав
- Дебора Стэмблер — доктор Рут (как Дебора Шэрон Стэмблер)
- Чак Лок — Мильтон
- Дэна Бленкин — мать
- Кристел Халил — маленькая девочка
- Кэрен Андерсон — жена Мэйсона
- Давита Шарон — дочь Мэйсона
- Дэвид Хевенер — Гром
- Джуди Лэндерс — Брид
- Шон Донахью
- Брэндон Даунинг

## Съёмочная группа
- Автор сценария: Дэвид Хевенер
- Режиссёр:Дэвид Хевенер
- Оператор: Анхель Колменарес
- Монтаж: Брайан Салливэн
- Композитор: Эфрем Бергмэн
- Костюмы: Джуди Дженсен
- Продюсер: Дэвид Хевенер
- Исполнительные продюсеры: Деннис Ло, Бобби Ла Форс и Джед Нолан